# Miss Mondo 2009
Miss Mondo 2009, la cinquantanovesima edizione di Miss Mondo si è tenuta il 12 dicembre 2009, presso il Gallagher Convention Centre a Johannesburg, in Sudafrica. Il concorso è stato trasmesso da E! in mondovisione, ed è stato presentato da Angela Chow, Steve Douglas e Michelle McLean. La trasmissione del concorso è stata seguita da oltre seicento milioni di spettatori in tutto il mondo. Con centododici concorrenti, questa edizione di Miss Mondo rappresenta il concorso di bellezza a più alta partecipazione internazionale. Kaiane Aldorino, rappresentante di Gibilterra è stata incoronata Miss Mondo 2009, dalla detentrice del titolo uscente, Ksenia Sukhinova.

## Risultati

### Piazzamenti
| Risultato       | Concorrente |
| --------------- | --- |
| Miss Mondo 2009 | - Gibilterra - Kaiane Aldorino |
| 2ª classificata | - Messico - Perla Beltran Acosta |
| 3ª classificata | - Sudafrica - Tatum Keshwar |
| 4ª classificata | - Francia - Chloé Mortaud |
| 5ª classificata | - Canada - Lena Ma |
| 6ª classificata | - Panama - Nadege Herrera |
| 7ª classificata | - Colombia - Daniela Ramos |
| Top 16          | - Brasile - Luciana Reis - Corea del Sud - Kim Joo-ri - Giappone - Eruza Sasaki - India - Pooja Chopra - Kazakistan - Dina Nuraliyeva - Martinica - Ingrid Littré - Polonia - Anna Jamróz - Sierra Leone - Mariatu Kargbo - Vietnam - Trần Thị Hương Giang |

### Regine continentali
| Risultato       | Concorrente                      |
| --------------- | -------------------------------- |
| Africa          | - Sudafrica - Tatum Keshwar      |
| Americhe        | - Messico - Perla Beltrán Acosta |
| Asia e Pacifico | - Corea del Sud - Kim Joo-ri     |
| Caraibi         | - Barbados - Leah Marville       |
| Europa          | - Gibilterra - Kaiane Aldorino   |

### Riconoscimenti speciali
| Riconoscimento            | Concorrente                                                                    |
| ------------------------- | ------------------------------------------------------------------------------ |
| Miss World Sports         | - Giappone - Eruza Sasaki                                                      |
| Miss World Talent         | - Canada - Lena Ma (pari merito) - Sierra Leone - Mariatu Kargbo (pari merito) |
| Miss World Beach Beauty   | - Gibilterra - Kaiane Aldorino                                                 |
| Miss World Top Model      | - Messico - Perla Beltrán Acosta                                               |
| Beauty with a Purpose     | - India - Pooja Chopra                                                         |
| Best World Dress Designer | - Sierra Leone - Mariatu Kargbo                                                |

## Concorrenti
| Nazione              | Concorrente              | Età | Statura (cm) | Statura (ft) | Provenienza    |
| -------------------- | ------------------------ | --- | ------------ | ------------ | -------------- |
| Albania              | Eurela Hoxha             | 24  | 172          | 5'8"         | Tirana         |
| Angola               | Jesinalda Silva          | 21  | 175          | 5'8"         | Cabinda        |
| Argentina            | Evelyn Lucía Manchón     | 23  | 176          | 5'9.5"       | San Luis       |
| Aruba                | Nuraisa Lispiër          | 24  | 176          | 5'9.5"       | San Nicolaas   |
| Australia            | Sophie Lavers            | 24  | 176          | 5'8"         | Canberra       |
| Austria              | Anna Hammel              | 22  | 170          | 5'7"         | Linz           |
| Bahamas              | Joanna Brown             | 18  | 183          | 6'0"         | Grand Bahama   |
| Barbados             | Leah Marville            | 23  | 173          | 5'8"         | Bridgetown     |
| Belgio               | Zeynep Sever             | 20  | 176          | 5'9.5"       | Molenbeek      |
| Belize               | Norma Leticia Lara       | 23  | 175          | 5'8"         | San Pedro      |
| Bielorussia          | Lyubov Yakovina          | 18  | 177          | 5'9.5"       | Minsk          |
| Bolivia              | Flavia Foianini          | 21  | 176          | 5'9"         | Santa Cruz     |
| Bosnia ed Erzegovina | Andrea Šarac             | 18  | 176          | 5'9.5"       | Gacko          |
| Botswana             | Sumaiyah Marope          | 23  | 175          | 5'8"         | Gaborone       |
| Brasile              | Luciana Bertolini        | 24  | 176          | 5'9.5"       | Belo Horizonte |
| Bulgaria             | Antonia Petrova          | 25  | 180          | 5'11"        | Pernik         |
| Canada               | Lena Ma                  | 22  | 179          | 5'10.5"      | North York     |
| Cina                 | Yu Sheng                 | 22  | 174          | 5'8"         | Anhui          |
| Cipro                | Christalla Tsiali        | 19  | 169          | 5'6.5"       | Larnaca        |
| Colombia             | Daniela Ramos            | 21  | 175          | 5'9"         | Bogotà         |
| Corea del Sud        | Kim Joo-ri               | 21  | 172          | 5'7"         | Seul           |
| Costa d'Avorio       | Rosine Gnago             | 21  | 170          | 5'7"         | Yamoussoukro   |
| Costa Rica           | Angie Alfaro             | 18  | 174          | 5'8"         | Alajuela       |
| Croazia              | Ivana Vasilj             | 21  | 180          | 5'11"        | Colonia        |
| Curaçao              | Chantalle Thomassen      | 24  | 180          | 5'11"        | Willemstad     |
| Danimarca            | Nadia Ulbjerg Pedersen   | 25  | 174          | 5'8.5"       | Copenaghen     |
| Ecuador              | Gabriela Ulloa           | 22  | 180          | 5'11"        | Esmeraldas     |
| Egitto               | Yara Naoum               | 21  | 176          | 5'9.5"       | Il Cairo       |
| El Salvador          | Elena Tedesco            | 18  | 165          | 5'5.5"       | San Salvador   |
| eSwatini             | Nompilo Mncina           | 23  | 178          | 5'10"        | Mbabane        |
| Etiopia              | Lula Weldegebriel        | 22  | 175          | 5'9"         | Addis Abeba    |
| Filippine            | Marie-Ann Umali          | 22  | 173          | 5'8"         | Batangas       |
| Finlandia            | Sanna Kankaanpää         | 23  | 173          | 5'8"         | Turku          |
| Francia              | Chloé Mortaud            | 20  | 180          | 5'11"        | Bénac          |
| Galles               | Lucy Whitehouse          | 22  | 168          | 5'6"         | Barry          |
| Georgia              | Tsira Suknidze           | 19  | 182          | 5'11.5"      | Ch'iatura      |
| Germania             | Alessandra Alores        | 25  | 170          | 5'7"         | Colonia        |
| Ghana                | Mawuse Appea             | 22  | 180          | 5'11"        | Legon          |
| Giamaica             | Kerrie Baylis            | 21  | 177          | 5'10"        | Surrey         |
| Giappone             | Eruza Sasaki             | 21  | 174          | 5'8.5"       | Tottori        |
| Gibilterra           | Kaiane Aldorino          | 23  | 174          | 5'9.5"       | Gibilterra     |
| Grecia               | Alkisti Anyfanti         | 23  | 176          | 5'9.5"       | Atenas         |
| Guadalupa            | Béatrice Blaise          | 20  | 180          | 5'11"        | Basse-Terre    |
| Guatemala            | Angélica Guevara         | 22  | 166          | 5'5"         | Ayutla         |
| Guyana               | Imarah Radix             | 24  | -            | -            | Georgetown     |
| Honduras             | Blaise Masey             | 20  | 170          | 5'7"         | San Pedro Sula |
| Hong Kong            | Sandy Lau                | 23  | 160          | 5'3.5"       | Hong Kong      |
| India                | Pooja Chopra             | 24  | 173          | 5'8"         | Pune           |
| Indonesia            | Karenina Sunny Halim     | 23  | 167          | 5'6"         | Giacarta       |
| Inghilterra          | Rachel Christie          | 21  | 178          | 5'10"        | Londra         |
| Irlanda              | Laura Patterson          | 19  | 173          | 5'8"         | Derry          |
| Irlanda del Nord     | Cherie Gardiner          | 18  | 182          | 5'11.5"      | Bangor         |
| Islanda              | Guðrún Dögg Rúnarsdóttir | 18  | 182          | 5'11.5"      | Akranes        |
| Israele              | Adi Rodnitzky            | 20  | 170          | 5'7.5"       | Tel Aviv       |
| Italia               | Alice Taticchi           | 19  | 184          | 6'0.5"       | Perugia        |
| Kazakistan           | Symbat Madyarova         | 18  | 175          | 5'8"         | Almaty         |
| Kenya                | Fiona Konchella          | 20  | 172          | 5'8"         | Nairobi        |
| Lettonia             | Ieva Lase                | 21  | 178          | 5'10"        | Riga           |
| Libano               | Martine Andraos          | 19  | 175          | 5'9"         | Beirut         |
| Liberia              | Shu-rina Wiah            | 21  | 175          | 5'9"         | Monrovia       |
| Lituania             | Vaida Petraškaitė        | 23  | 170          | 5'7"         | Kaunas         |
| Lussemburgo          | Diana Nilles             | 21  | 183          | 5'10.5"      | Walferdange    |
| Macedonia            | Suzana Al-Salkini        | 25  | 176          | 5'9.5"       | Skopje         |
| Malaysia             | Thanuja Ananthan         | 23  | 180          | 5'11"        | -              |
| Malta                | Shanel Debattista        | 23  | 171          | 5'7"         | La Valletta    |
| Martinica            | Ingrid Littré            | 21  | 178          | 5'10"        | Fort-de-France |
| Mauritius            | Anaïs Veerapatren        | 23  | 178          | 6'0"         | Curepipe       |
| Messico              | Perla Beltrán            | 23  | 178          | 5'10"        | Culiacán       |
| Moldavia             | Maria Bragaru            | 18  | 178          | 5'10"        | Chișinău       |
| Mongolia             | Saruul B.                | -   | -            | -            | Ulan Bator     |
| Montenegro           | Marijana Pokrajac        | 22  | 179          | 5'10.5"      | Podgorica      |
| Namibia              | Happie Ntelamo           | 21  | 185          | 6'1"         | Katima Mulilo  |
| Nepal                | Zenisha Moktan           | 20  | 168          | 5'6"         | Katmandu       |
| Nigeria              | Glory Chuku              | 24  | 178          | 6'0.5"       | Lafia          |
| Norvegia             | Sara Skjoldnes           | 18  | 170          | 5'7"         | Skien          |
| Nuova Zelanda        | Magdalena Schoeman       | 19  | 172          | 5'8"         | Christchurch   |
| Paesi Bassi          | Avalon-Chanel Weyzig     | 19  | 175          | 5'9"         | Zwolle         |
| Panama               | Nadege Herrera           | 22  | 182          | 5'11.5"      | Panamá         |
| Paraguay             | Tamara Sosa              | 20  | 182          | 5'11.5"      | Asunción       |
| Perù                 | Claudia Carrasco         | 21  | 174          | 5'8.5"       | Cuzco          |
| Polinesia francese   | Nanihi Bambridge         | 19  | 171          | 5'7.5"       | Papeete        |
| Polonia              | Anna Jamróz              | 22  | 179          | 5'10.5"      | Rumia          |
| Porto Rico           | Jennifer Colón           | 21  | 173          | 5'8"         | Bayamón        |
| Portogallo           | Marta Cadilha            | 23  | 178          | 5'10"        | Lisbona        |
| Rep. Ceca            | Aneta Vignerová          | 21  | 180          | 5'11"        | Havířov        |
| Rep. Dominicana      | Ana Contreras            | 25  | 169          | 5'6.5"       | Bayaguana      |
| Romania              | Loredana Violeta Salanta | 18  | 178          | 5'10"        | Bistrița       |
| Russia               | Ksenia Shipilova         | 18  | 175          | 5'8.5"       | Ivanovo        |
| Scozia               | Katharine Brown          | 22  | 180          | 5'11"        | Dunblane       |
| Serbia               | Jelena Marković          | 21  | 175          | 5'9"         | Užice          |
| Sierra Leone         | Mariatu Kargbo           | 24  | 173          | 5'8"         | Freetown       |
| Singapore            | Pilar Carmelita Arlando  | 20  | 169          | 5'6.5"       | Singapur       |
| Slovacchia           | Barbora Franeková        | 20  | 178          | 5'10"        | Žilina         |
| Slovenia             | Tina Petelin             | 23  | 179          | 5'10.5"      | Maribor        |
| Sri Lanka            | Gamya Wijayadasa         | 22  | 165          | 5'5"         | Colombo        |
| Spagna               | Carmen Laura García      | 22  | 180          | 5'11"        | Pinos Puente   |
| Stati Uniti          | Brittany Mason           | 22  | 178          | 5'10.5"      | Anderson       |
| Sudafrica            | Tatum Keshwar            | 25  | 181          | 5'11.5"      | Durban         |
| Suriname             | Zoureena Rijger          | 18  | 175          | 5'9"         | Paramaribo     |
| Svizzera             | Linda Fäh                | 21  | 177          | 5'10"        | Benken         |
| Tanzania             | Miriam Gerald            | 21  | 172          | 5'8"         | Mwanza         |
| Trinidad e Tobago    | Ashanna Arthur           | 21  | 173          | 5'8"         | Glencoe        |
| Turchia              | Ebru Şam                 | 19  | 175          | 5'9"         | Istanbul       |
| Ucraina              | Evgeniya Tulchevskaya    | 19  | 178          | 5'10"        | Dnipropetrovsk |
| Uganda               | Maria Namiiro            | 21  | 172          | 5'8"         | Londres        |
| Ungheria             | Orsolya Serdült          | 22  | 175          | 5'9"         | Budapest       |
| Uruguay              | Claudia Vanrell          | 21  | 176          | 5'9.5"       | Montevideo     |
| Venezuela            | María Milagros Véliz     | 23  | 178          | 5'10"        | Guacara        |
| Vietnam              | Trần Thị Hương Giang     | 22  | 178          | 5'10"        | Hải Dương      |
| Zambia               | Sekwila Mumba            | 23  | 174          | 5'8.5"       | Kabwe          |
| Zimbabwe             | Vanessa Sibanda          | 21  | 177          | 5'10"        | Harare         |